# El-Kanemi Warriors FC
El El-Kanemi Warriors Football Club és un club de futbol nigerià de la ciutat de Maiduguri.

## Palmarès
- Copa nigeriana de futbol:[2]
  - 1991, 1992

- Segona Divisió de Nigèria:
  - 1991, 2000